# Église San Michele in Isola
L'église San Michele in Isola est une église catholique de Venise, en Italie. Elle se trouve sur l'île San Michele.

## Histoire
Premier bâtiment de style Renaissance de Venise, construit pour les frères camaldules, l'édifice fut commencé en 1469 et serait la première œuvre de l'architecte Bergamasque Mauro Codussi. 
La Cappella Emiliana fut construite en 1530 sur une structure hexagonale. Au XVe siècle, le monastère accueillit Fra Mauro, cartographe, auteur d'un extraordinaire planisphère.

## Description
La façade est tripartite, inspiré par le Temple Malatesta, construit à Rimini par Alberti, avec deux niveaux superposés. Celui du bas est caractérisé par un parement lisse en pierres de taille, le portail central est surmonté d'un tympan triangulaire et de deux hautes fenêtres cintrées à bas-côtés. L'attique, soutenu par des pilastres et quatre disques en marbre polychrome, est surmonté d'un fronton en courbe, tandis que les côtés sont reliés par deux ailes courbées, pour les ornements en relief à coquille. Une corniche saillante, qui divise en deux les pilastres, se trouve là où ils se raccordent à la partie centrale.
L'intérieur est divisé en trois nefs, séparées par des arcs soutenus par des colonnes. Chaque nef est couverte de caissons et se termine par une abside semi-circulaire. Les dernières travées des nefs sont délimitées par des cloisons de séparation et couvertes de dômes aveugles.
Du côté de l'entrée se trouve un vestibule séparé du reste de l'église par une "barque", un chœur qui est soutenu par des arcs. En soustrayant l'espace du vestibule et du presbytère avec son dôme central, l'espace équivaut à un carré parfait.